# Sveti Duh, Bloke
Sveti Duh este o localitate din comuna Bloke, Slovenia, cu o populație de 15 locuitori.